# مايك ماكجيل
مايك ماكجيل (بالإنجليزية: Mike McGill)‏ هو متزلج لوحي أمريكي، ولد في 1964 في الولايات المتحدة.